# Valley Film Festival
 (septembre 2024).
Le Valley Film Festival est un festival de cinéma indépendant organisé annuellement depuis 2001 à North Hollywood, un quartier de la ville de Los Angeles en Californie situé dans la vallée de San Fernando. Le festival est organisé et géré par une structure associative et fait appel à des donateurs et bénévoles.